# Ray LaMontagne
Raymond Charles Jack LaMontagne, bedre kendt som Ray LaMontagne (født 18. juni 1973) er en amerikansk folk-singer/songwriter.

## Karriere
LaMontagne startede sin sangkarriere i 1998, efter han blev inspireret af at have hørt Stephen Stills album "Manassas". Året efter begyndte han at optræde live, og i sommeren 1999 blev han hyret som åbningsnummer for John Gorka og Jonathan Edwards.
I 2004 indspillede LaMontagne sit første album "Trouble" via RCA Records i samarbejde med producer Ethan Johns. Albummet blev en stor succes og solgte over 500.000 eksemplarer verden over, heraf 250.000 i USA.
LaMontagnes andet album "Till the Sun Turns Black" blev udgivet i august, 2006, og nåede op på en 28. plads på Billboards album hitliste. Han fulgte op på dette med sit tredje album "Gossip in the Grain" to år efter, som solgte 60.000 eksemplarer i hjemlandet.
LaMontagnes seneste album "God Willin' & the Creek Don't Rise (Ray Lamontagne and the Pariah Dogs)" blev udgivet i 2010, og gav sangeren en Grammy Award for "Best Contemporary Folk Album".
Flere af LaMontagnes sange er blevet benyttet i film og tv-serier, bl.a. i "I Love You, Man", "Skadestuen", "One Tree Hill", "Bones", "The Town", "House M.D.", "Parenthood", "Rescue Me" og "Alias".

## Diskografi
- Trouble (2004)
- Till the sun turns black (2006)
- Gossip In The Grain (2008)
- God Willin' & The Creek Don't Rise (2010)
- " Supernova" (2014)